# جمع العسل

صياد العسل مصور على رسم صخري يعود إلى 8000 عام قبل الميلاد في إسبانيا بالقرب من فالنسيا في كويفاس دي لا آرانا في بيكورب

جمع العسل (أو جني العسل) من مستعمرات النحل البري واحدة من أقدم الأنشطة البشرية ولا تزال تمارسها مجتمعات السكان الأصليين في أجزاء من أفريقيا، آسيا، أستراليا وأمريكا الجنوبية. بعض أقدم الأدلة على جمع العسل من المستعمرات البرية تعود إلى الرسوم الصخرية، التي يعود تاريخها إلى حوالي 8000 قبل الميلاد. في العصور الوسطى في أوروبا، كان يتم جمع العسل من مستعمرات النحل البري أو شبه البري على نطاق تجاري.
يتم جمع العسل من مستعمرات النحل البري عادةً عن طريق إخضاع النحل بالدخان وكسر الشجرة أو الصخور حيث توجد المستعمرة، مما يؤدي غالبًا إلى التدمير المادي للمستعمرة.

## أفريقيا

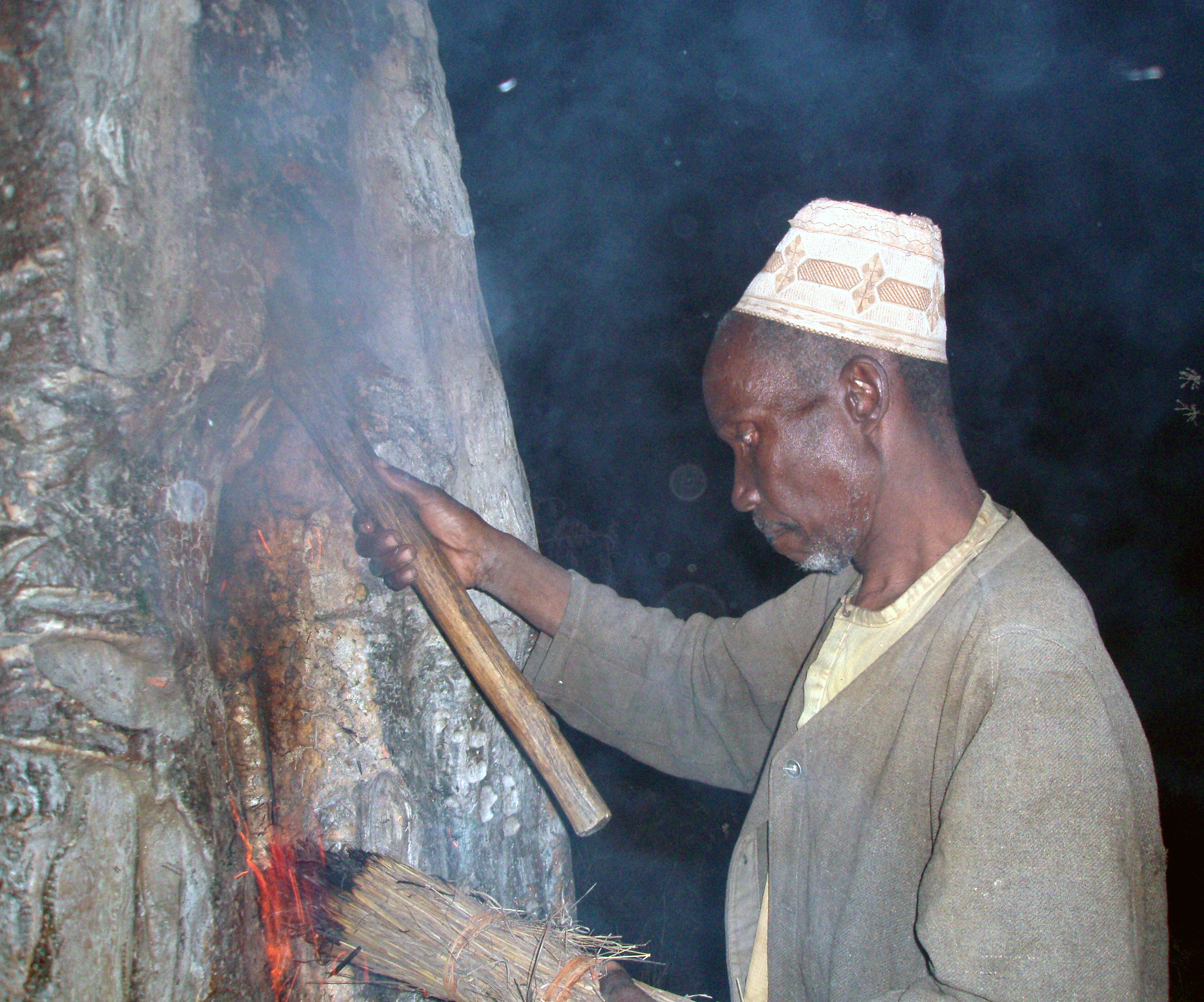
صيد العسل في الكاميرون

صيد العسل في أفريقيا جزء من ثقافات السكان الأصليين في العديد من الأجزاء، حيث قام الصيادون بالصيد لآلاف السنين.

## آسيا

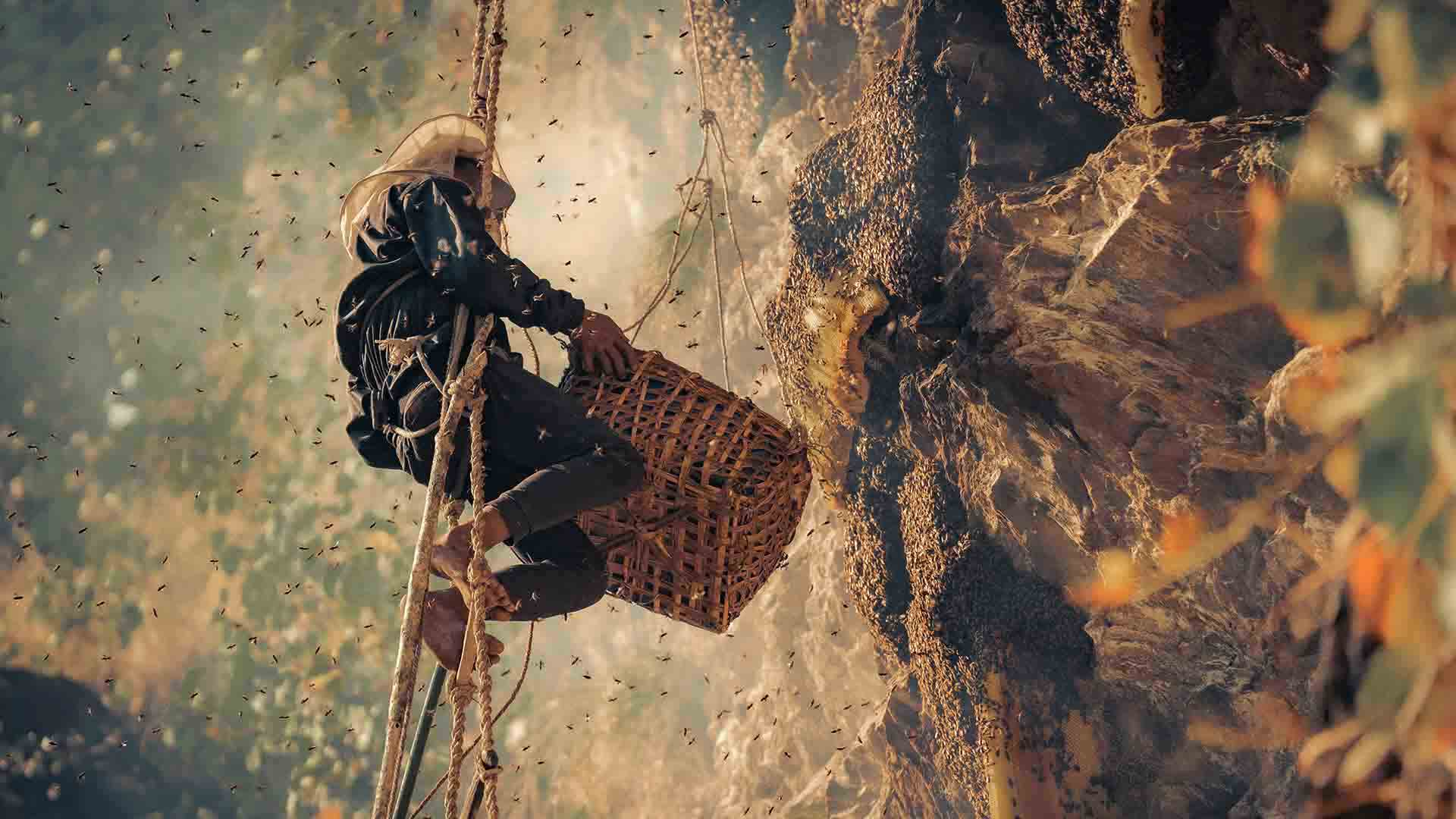
رجل يجمع العسل من جبال الهيمالايا في النيبال

### نيبال
فيلم وثائقي للصحفيين الفوتوغرافيين الحريّين ديان سامرز وإريك فالي حول صيّادو العسل في نيبال  يوثّق عن رجال قبائل غورونغ في وسط غرب نيبال يدخلون الغابة بحثاً عن العسل البري حيث يستخدمون أدوات أصلية تحت ظروف مهدّدة لجمع العسل.
مرّتين في السنة، في قمم جبال الهيمالايا الواقعة في وسط نيبال، يجتمع فرق من الرجال حول منحدرات تعد موطنًا لأكبر نحل عسل في العالم، نحل العسل الهيمالايا. كما فعلوا منذ أجيال، يأتي الرجال لحصاد عسل نحل جرف الهيمالايا.
تم توثيق هذا أيضًا في فيلم وثائقي على بي بي سي تو في أغسطس 2008 بعنوان جيمي وصيّادو العسل البري - الشمس. سافر مزارع إنجليزي إلى جبال الهيمالايا في رحلة لصيد العسل. أكبر نحل عسل في العالم، A. laboriosa، يعد ضعف حجم النحل في المملكة المتحدة حيث تكيفت أجسادهم الأكبر حجمًا مع المناخ البارد للعزل. الوثائقي شمل صعود سلم حبل بارتفاع 200 قدم وتوازن سلة وعصا طويلة لنحت قرص عسل عملاق يحتوي على ما يصل إلى 2 مليون نحلة والتقاطه في السلة.
لقرون، خاض شعب غورونغ في نيبال مغامرات خطرة لجمع العسل البري. تلتقط صور أندرو نيوي هذا التقليد الذي يفنى.

### بنغلاديش والهند
في غابة سندربان المشتركة بين بنغلاديش والبنغال الغربية في الهند, تعتبر غابات المصبات الخليجية منطقة عمل لصيادي العسل. يُعرفون باسم "موالس". هذه مهنة خطيرة حيث يموت العديد من صيادي العسل في هجمات النمور التي تكون شائعة في هذه المنطقة. تبدأ طقوس الحصاد، التي تختلف قليلاً من مجتمع إلى مجتمع، بالصلاة والتضحية بالزهور والفواكه والأرز. ثم يتم إشعال النار في قاعدة الجرف لتدخين النحل من أقراص العسل.

### إندونيسيا
الطريقة التقليدية لجني العسل في مقاطعة رياو تُسمى "مينومباي". يُنفّذ هذا الفن على يد شعب بيتالانغان الذي يعيش في شجرة سيالانغ في منطقة غابة تاناه أولايات، بيلالاوان. Menumbai Pelalawan هي طريقة لأخذ العسل من خلية النحل باستخدام دلو وحبل. ولتجنب لسع النحل للجسم، يتم أداء عملية جني العسل مع تلاوة الأدعية والقوافي. يُجرى Menumbai Pelalawan فقط في خلايا النحل البرية وفي فترة ما بعد الظهر.

## أوروبا

### الوظيفة

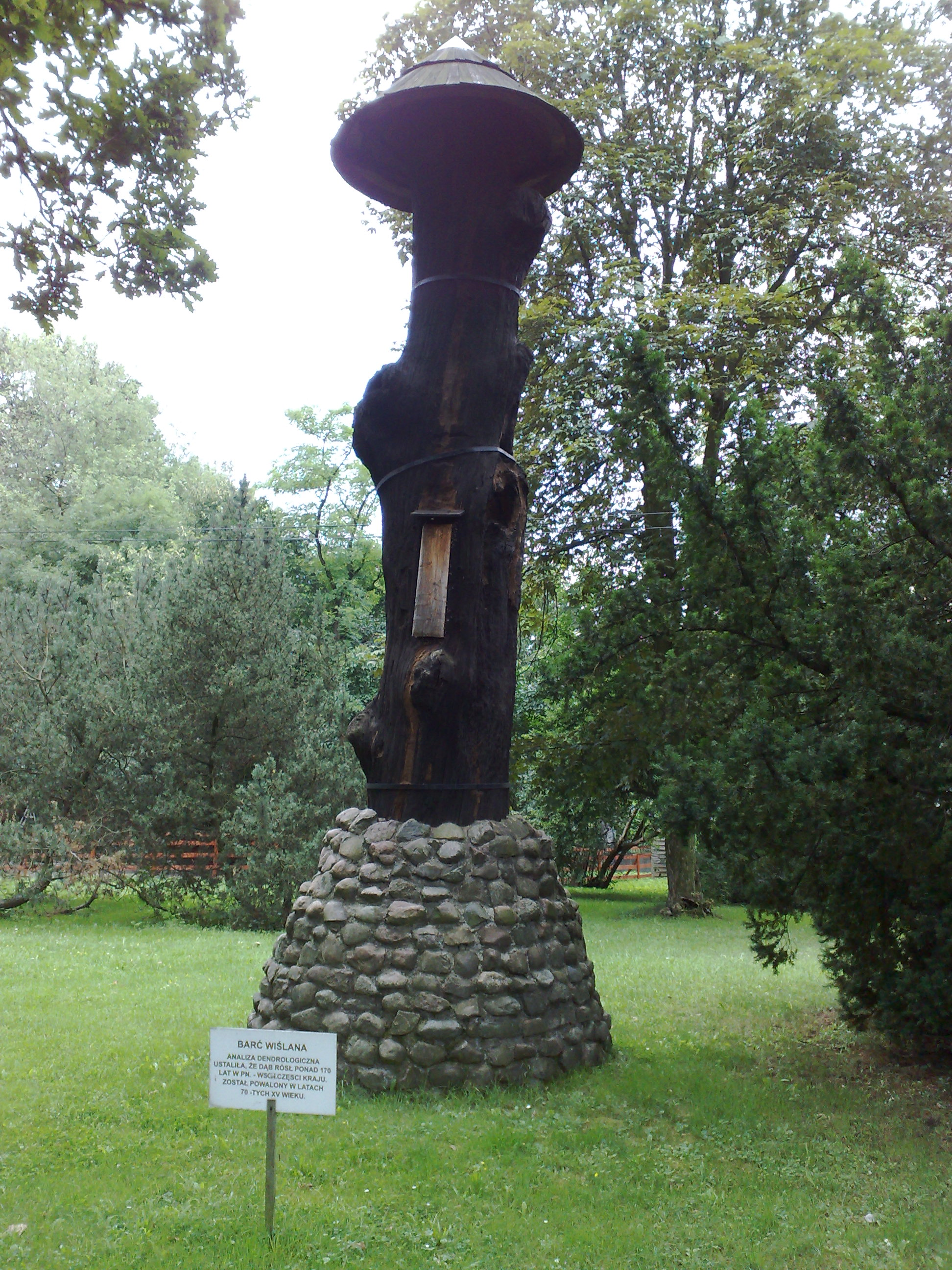
فتحة كخلية في شجرة قديمة في سوارزدز

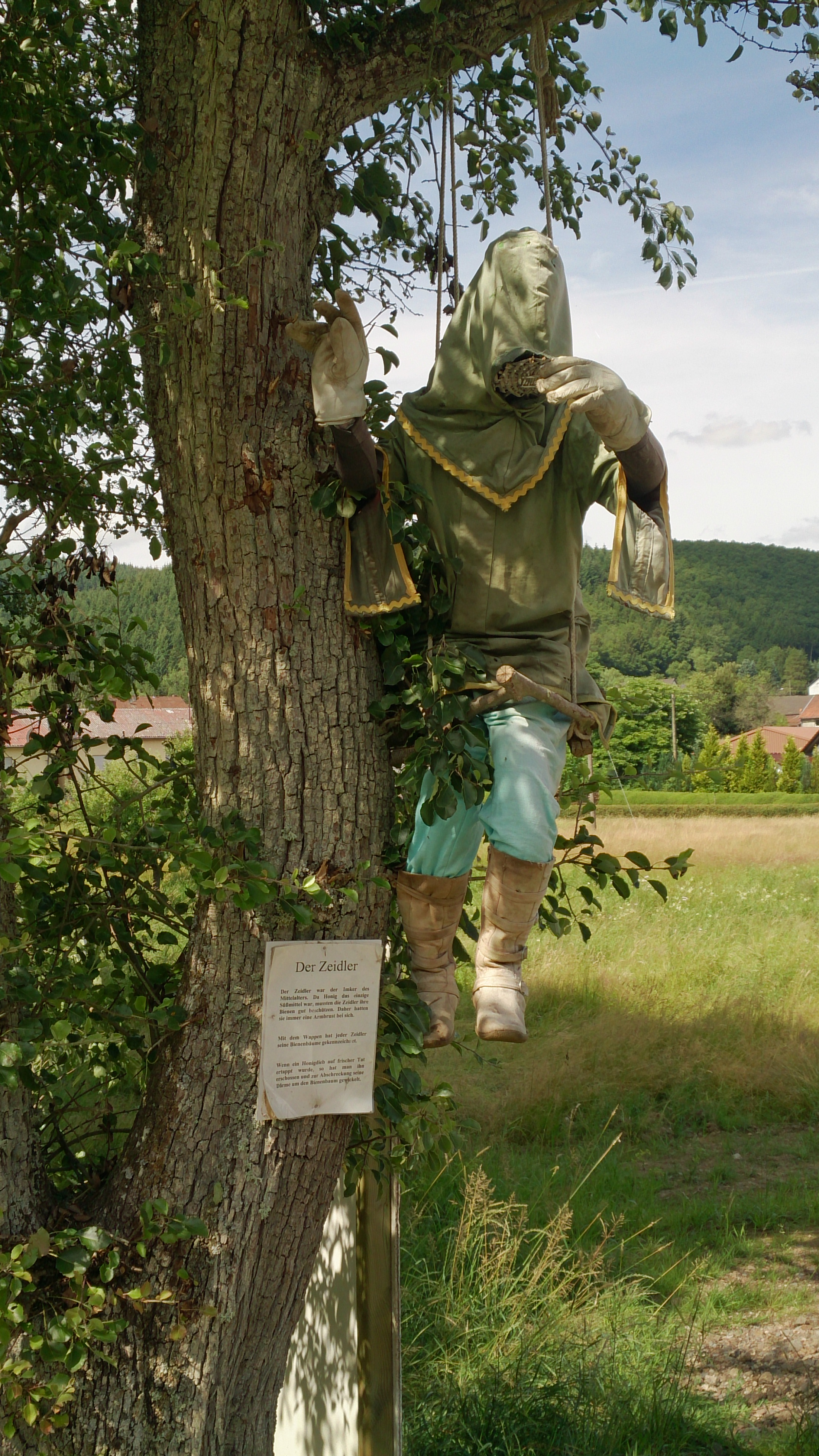
تمثال بشكل صياد العسل

منذ العصر الحجري, جمع النحل البري كانت هواية للناس، ولكن لم يتم ذلك تجاريًا. ابتداءً من العصور الوسطى المبكرة, أصبح ذلك مهنة، معروفة في وسط أوروبا الناطقة بالألمانية، على سبيل المثال، باسم Zeidler أو Zeitler، حيث كانت مهمتهم جمع عسل النحل البري والنصف بري أو المستأنس في الغابات. على عكس النحالين الحديثين، لم يحتفظوا بالنحل في خلايا خشبية صناعية. بدلاً من ذلك، قاموا بقطع فتحات كخلايا في الأشجار القديمة على ارتفاع حوالي ستة أمتار وثبيت لوح فوق المدخل. سواء كانت توجد هناك مستعمرة نحل أم لا، كان يعتمد تمامًا على البيئة الطبيعية ويمكن أن يتغير ذلك كل عام. تم قطع قمم الأشجار أيضًا لتجنب التلف بفعل الرياح.

### التوزيع
كانت الأشجار الصنوبرية مفيدة للغاية، إذا لم تكن ضرورية لتربية النحل على الأشجار. كانت المواقع المهمة لصيد العسل في العصور الوسطى في مناطق جبال فيختل وغابات إمبراطورية نورمبرغ. في بافاريا، يُسجل صيد النحل في الغابة بالفعل في سنة 959 في محيط غرابنشتات. ولكن حتى في منطقة برلين الحالية، كان هناك جمع واسع للعسل، خاصة في غرونيفالد الذي كان أكبر حينها.
في منطقة حول نورمبرغ، لا تزال هناك العديد من الإشارات إلى تقليد جمع العسل الذي كان رائجًا في وقت سابق مثل قلعة Zeidlerschloss في فوخت. كان العسل مهمًا لإنتاج التنباك في نورمبرغ. كما كانت غابة نورمبرغ "رايشفالد" ("حديقة النحل للالإمبراطورية الرومانية المقدسة") توفر الكثير منه.

## الأدب والفيلم
- هونيلاند، فيلم وثائقي 2019 يقام في شمال مقدونيا
- إيفا كرين: تاريخ العالم لتربية النحل وصيد العسل. داكوورث، لندن، 2000. (ردمك 0-7156-2827-5).
- هيرمان غيفكن، مونيكا هيرب، ماريان ييلينسكي وإيرمغارد يونغ-هوفمان (المحررون): أشجار النحل، وأعمدة الشخصيات وسلال السحر. فوردريركرايس د. الطبيعية. برلين 1993. (ردمك 3-926579-03-X).
- كارل هاسل، إيكهارد شوارتز: تاريخ الغابات. مخطط للدراسة والعمل العملي. الطبعة الثانية، المحدثة. كيسل، ريماغين، 2002، (ردمك 3-935638-26-4).
- ريتشارد بي هيلف: الغابة. الغابة والرعي في التاريخ والحاضر - الجزء الأول [إعادة الطبع]. أولا، فيبلسهايم، 2003، (ردمك 3-494-01331-4).
- كلاوس باك: امتياز الزيدل من 1350. ميونخ، 1990.
- مارك سينوت: “آخر صياد عسل” ص. 80. ناشيونال جيوغرافيك. المجلد 232. العدد 1. يوليو 2017.

قالب:منتجات الغابات غير الخشبية